# Bolesław Krzyżanowski

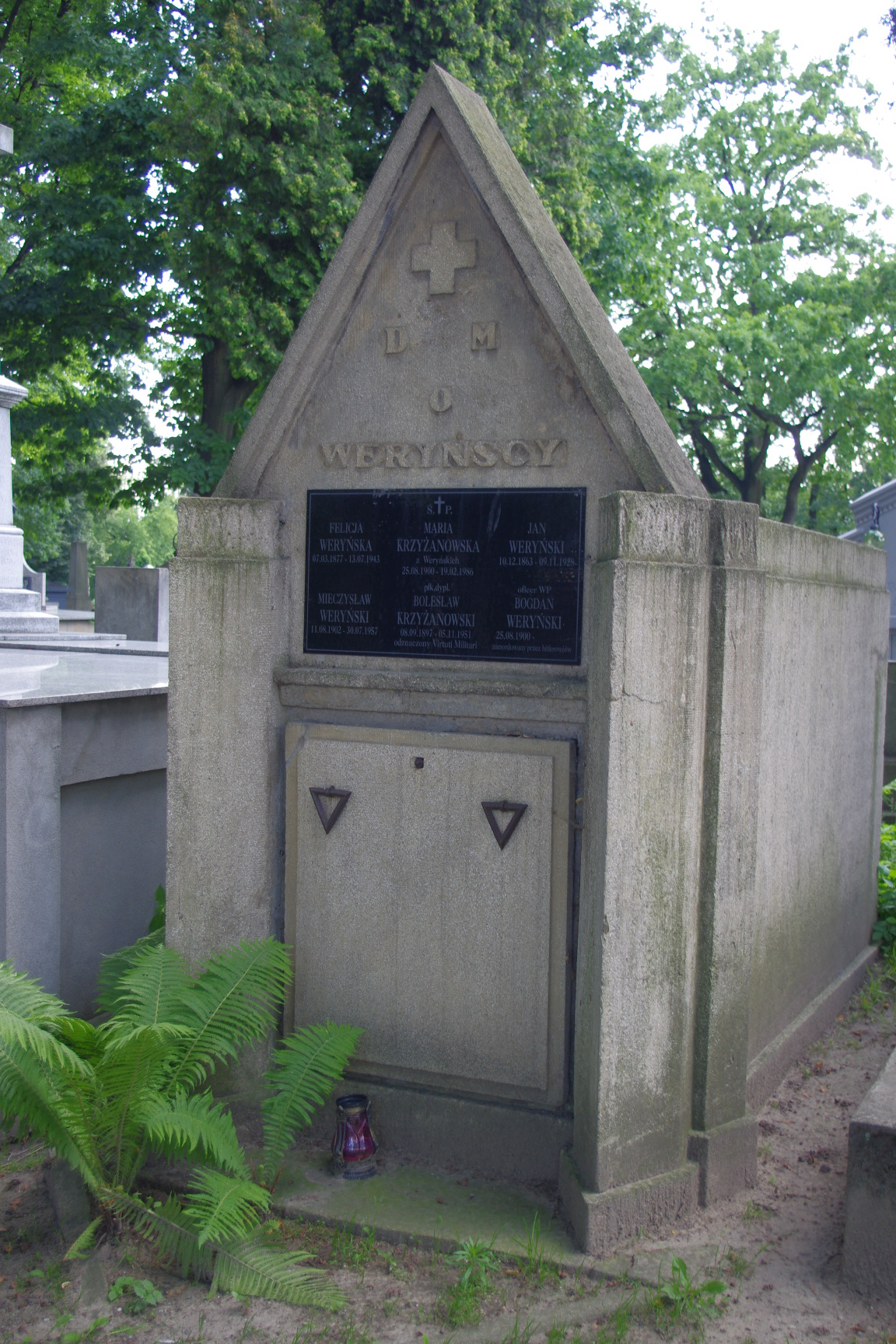
Grób pułkownika Bolesława Krzyżanowskiego na Starym Cmentarzu w Tarnowie

Bolesław Maria Krzyżanowski (ur. 8 września 1897 w Jodłowej, zm. 5 listopada 1951 w Tarnowie) – pułkownik dyplomowany piechoty Wojska Polskiego, kawaler Orderu Virtuti Militari.

## Życiorys
Bolesław Maria Krzyżanowski urodził się 8 września 1897 roku w Jodłowej, w ówczesnym powiecie pilzneńskim, w rodzinie Jana i Władysławy. W 1914 roku ukończył ośmioklasową szkołę realną w Tarnowie. W 1911 roku, w trakcie nauki, wstąpił do Polskich Drużyn Strzeleckich, a 4 sierpnia 1914 roku do Legionów Polskich. Dowodził plutonem i kompanią w 1 pułku piechoty Legionów, następnie komendant plutonu w Baonie 5 pułku piechoty Legionów. 9 sierpnia 1917 roku, po kryzysie przysięgowym, złożył prośbę o zwolnienie z Legionów Polskich. Wcielony do c. i k. 57 pułku piechoty, walczył na froncie włoskim.
13 listopada 1918 roku przyjęty został do Wojska Polskiego. Dowodził kompanią, a następnie batalionem 5 pułku piechoty Legionów, w obronie Lwowa i na froncie litewsko-białoruskim. W 1919 roku wyjechał do Francji, gdzie od 2 listopada 1919 roku studiował w Specjalnej Szkole Wojskowej w Saint-Cyr. Do Polski wrócił w sierpniu 1920 roku i wziął udział w wojnie z bolszewikami, jako dowódca batalionu w 13 pułku piechoty, a następnie w 36 pułku piechoty Legii Akademickiej.
Po zakończeniu działań wojennych został wykładowcą taktyki w Szkole Podchorążych Piechoty w Warszawie pełniąc tę funkcję do września 1922 roku. 3 maja 1922 roku został zweryfikowany w stopniu majora ze starszeństwem z dniem 1 czerwca 1919 roku i 248. lokatą w korpusie oficerów piechoty. W latach 1922–1924 był słuchaczem Kursu Normalnego Wyższej Szkoły Wojennej w Warszawie. Z dniem 1 października 1924 roku, po ukończeniu kursu i uzyskaniu dyplomu naukowego oficera Sztabu Generalnego, przydzielony został do Wyższej Szkoły Wojennej na stanowisko asystenta. Następnie został kierownikiem przedmiotu w katedrze taktyki piechoty Wyższej Szkoły Wojennej, funkcję tę pełnił do 1928 roku.
Następnie był kolejno: dowódcą 1 pułku piechoty Legionów w Wilnie, I oficerem sztabu inspektora armii generała dywizji Stefana Dąb-Biernackiego w Wilnie, dowódcą piechoty dywizyjnej 19 Dywizji Piechoty w Wilnie. 11 września 1938 roku został dowódcą 24 Dywizji Piechoty w Jarosławiu.
Jako dowódca 24 Dywizji Piechoty wziął udział w kampanii wrześniowej w składzie Armii „Karpaty”. W dniu 9 września 1939 roku na skutek niepowodzeń w walce i załamania psychicznego przekazał dowodzenie dywizją pułkownikowi Bolesławowi Schwarzenbergowi-Czernemu i zgłosił się do dyspozycji dowódcy Armii „Karpaty” generała dywizji Kazimierza Fabrycego. Po agresji ZSRR na Polskę przekroczył 18 września 1939 granicę polsko-rumuńską i został internowany. 8 lutego 1941 roku został przekazany przez władze rumuńskie Niemcom i przebywał kolejno w obozach jenieckich: Oflagu VIIC Laufen i Oflagu VI B Dössel.
W 1946 roku, po uwolnieniu z niewoli, wrócił do Polski i pracował w Muzeum Ziemi Tarnowskiej w Tarnowie.
Zmarł 5 listopada 1951 roku w Tarnowie. Został pochowany na Cmentarzu Komunalnym Starym (sektor XXI-1-3).

## Awanse
- chorąży – 29 września 1914 roku
- podporucznik – 1 lipca 1915 roku
- kapitan – 1919 rok
- major – 1920 roku, zweryfikowany ze starszeństwem z dniem 1 czerwca 1919 roku
- podpułkownik – 1 grudnia 1924 roku ze starszeństwem z dniem 15 sierpnia 1924 roku i 65. lokatą w korpusie oficerów zawodowych piechoty
- pułkownik – 24 grudnia 1929 roku ze starszeństwem z dniem 1 stycznia 1930 roku i 17. lokatą w korpusie oficerów zawodowych piechoty

## Ordery i odznaczenia
- Krzyż Srebrny Orderu Wojskowego Virtuti Militari nr 6588 – 17 maja 1922[7][8]
- Krzyż Niepodległości – 20 stycznia 1931[9][10][11]
- Krzyż Oficerski Orderu Odrodzenia Polski – 10 listopada 1928[12]
- Krzyż Walecznych – czterokrotnie, po raz pierwszy w 1922[13]
- Złoty Krzyż Zasługi – 18 marca 1933[14]
- Odznaka Pamiątkowa Generalnego Inspektora Sił Zbrojnych – 12 maja 1936
- Krzyż Żelazny II klasy (niem. Eisernes Kreuz II Klasse)